# Marka globalna
Marka globalna (ang. global brand) – nazwa produktu rozpoznawalna na całym świecie.
Na wszystkich rynkach gdzie jest stosowana, marka globalna zachowuje identyczne bądź bardzo podobne pozycjonowanie, przekaz i elementy marketingu mix.

## Cechy marki globalnej
Ponieważ pojęcie marki globalnej pojawiło się stosunkowo niedawno, brak jednoznacznej szeroko akceptowanej definicji naukowej.
W publikacjach często stosowana jest klasyfikacja zaproponowana przez firmę consultingową Interbrand, która zakłada że marka globalna powinna spełniać następujące cechy:
- jest obecna na wielu rynkach
- 1/3 sprzedaży oznaczonych nią wyrobów realizowana jest poza rynkiem macierzystym
- mimo lokalnych różnic pozycjonowanie marki, przekaz marketingowy i identyfikacja podstawowych cech marki na wszystkich rynkach jest identyczna.

Często przyjmuje się, że marka globalna jest ostatecznym stadium rozwoju strategii marki na rynku międzynarodowym.